# Fever (chanson de Little Willie John)
Pour les articles homonymes, voir Fever.
Clip vidéo
[vidéo] « Fever - Little Willie John », sur YouTube
[vidéo] « Fever - Peggy Lee », sur YouTube
[vidéo] « Fever - Rita Moreno - Parodie des Muppet Show (1976) », sur YouTube
Fever (littéralement « fièvre » en anglais) est une chanson d'amour standard de jazz - rhythm and blues du Great American Songbook américain, des auteurs-compositeurs Otis Blackwell (sous le pseudonyme John Davenport) et Eddie Cooley (en). Elle est enregistrée en version rhythm and blues par Little Willie John chez King Records en 1956, tube vendu à plus d'un million d'exemplaires. Elle est ensuite reprise et adaptée par la star de jazz Peggy Lee en 1958 chez Capitol Records à Hollywood, de qui constitue un des plus importants succès emblématiques international de sa carrière, et de l'histoire du jazz.
Le titre est régulièrement repris par des artistes divers, dans des versions plus ou moins célèbres. Parmi les versions les plus connues, figure celle d'Elvis Presley en 1960. Record de la vente pour ce disque à 2 millions de copies.

## Histoire

### Little Willie John (1956)
Les paroles auraient été écrites par Joe Tex (non crédité), qui les aurait vendues pour 300 dollars à Eddie Cooley (en) (contesté par ce dernier). Pour la musique, Tex aurait préconisé de s'inspirer de l'air de musique country Sixteen Tons de Merle Travis, ce que fit Otis Blackwell. Little Willie John (âgé de 19 ans, une des plus jeunes et importantes voix soul des années 1950) enregistre Fever en single (son 3e titre) avec un succès fulgurant chez King Records, avec Letter From My Darling en face B, vendu à plus d'un million d'exemplaires.

### Peggy Lee (1958)
Ce tube est adapté en 1958 en version jazzy-sensuelle-érotique par la star de jazz américaine Peggy Lee
, accompagnée de ses claquements de doigt, de Joe Mondragon à la contrebasse, et de Shelly Manne à la batterie, pour atteindre entre autres en 1958 la 8e place du Billboard Hot 100 américain, et 5e place du UK Singles Chart britannique « Tu n'as jamais su combien je t'aime, tu n'as jamais su combien je tiens à toi, quand tu mets tes bras autour de moi, tu me donnes la fièvre, quand tu m'embrasses, fièvre ! Quand tu me serres, fièvre ! Le matin, fièvre toute la nuit, Roméo a aimé Juliette, Juliette a ressenti la même chose, quand il a mis ses bras autour d'elle, il a dit Julie, bébé, tu es ma flamme, tu me donnes la fièvre, quand nous nous embrassons, fièvre ! Je suis en feu, fièvre, ouais, à vrai dire je brûle, avec tes baisers... ».
Une version parodique comique « historique » du Muppet Show est interprétée en 1976 par Rita Moreno et le Muppet Band (Dr. Teeth and The Electric Mayhem (en)), avec Floyd Pepper[réf. nécessaire]. 

## Reprises et adaptations

### Reprises
Elle est reprise par de nombreux interprètes dont Peggy Lee, Ella Fitzgerald, Elvis Presley (album Elvis Is Back! de 1960, et Aloha from Hawaii Via Satellite, de 1973), Ray Charles et Natalie Cole, James Brown, Joe Cocker, Bob Dylan, Quincy Jones, The Doors, Boney M., Tina Turner, Céline Dion, Beyoncé, Madonna (Erotica (album) de 1992)...
Par ordre alphabétique :
- Christina Aguilera
- Dick Annegarn
- Ann-Margret
- Daniel Ash
- Michael Ball
- Paris Bennett
- Beyoncé
- Bobby and the Midnites
- The Bobs (en)
- Boney M.
- Bow Wow Wow
- James Brown
- Michael Bublé
- Sam Butera
- Junior Byles
- Susan Cadogan (en)
- Camille
- Sharon Cash
- Eva Cassidy
- Roy Ayers
- Ray Charles et Natalie Cole
- Yann Cléry
- Joe Cocker
- Marc Cohn
- Rita Coolidge sur l'album The Lady's Not for Sale (1972)
- The Cramps
- Dick Dale
- Céline Dion
- The Doors
- Patti Drew sur l'album I've Been Here All the Time (1969)
- Bob Dylan
- Cindy Ellis
- Brian Eno
- Ella Fitzgerald
- The Flying Lizards
- Grateful Dead
- Buddy Greco
- Nina Hagen
- Nancy Holloway
- Shirley Horn
- The Jam
- Tom Jones
- Quincy Jones
- Bon Jovi
- Ben E. King
- Élisabeth Kontomanou
- Cally Kwong (鄺美雲) (Cantonais)
- Amanda Lear
- Peggy Lee
- Lucybell
- La Lupe
- The McCoys
- Rose McGowan
- Madonna
- Petra Magoni et Ferrucio Spinetti
- The Maytals
- Marine Girls
- Bette Midler
- Mina
- Μπλε (groupe Pop rock grec)
- Maria Muldaur
- Little Nell
- Lorie Pester
- Over the Rhine
- Paul Revere and the Raiders
- Elvis Presley (album Elvis Is Back! de 1960)
- The Pussycat Dolls
- Suzi Quatro
- Helen Shapiro
- Southside Johnny
- Sumo
- Superpitcher
- Aaron Sutcliffe
- Deniz Taşar
- Vince Taylor
- Tina Turner
- Sarah Vaughan
- Nana Visitor
- Don Williams
- Link Wray
- Timi Yuro
- Jazz Maniak
- Wroomble Experience
- Cheb Khalass
- Franz Goovaerts (Elvis Jr)
- Buddy Guy
- Matthew Bellamy
- Arielle Dombasle
- Sergio George, Elena Rose, Oscar D'Leon, Skip Marley - Me Das Fever (2025)

#### Reprise par Madonna (1992)
Singles de Madonna
Bad Girl
(1993) Rain
(1993)
Pistes de Erotica
Erotica
(1) Bye Bye Baby
(3)
La Chanteuse américaine Madonna reprend Fever sur son album Erotica. Elle sort en single le 6 mars 1993 sous le label Maverick Records en Europe et en Australie.
Histoire

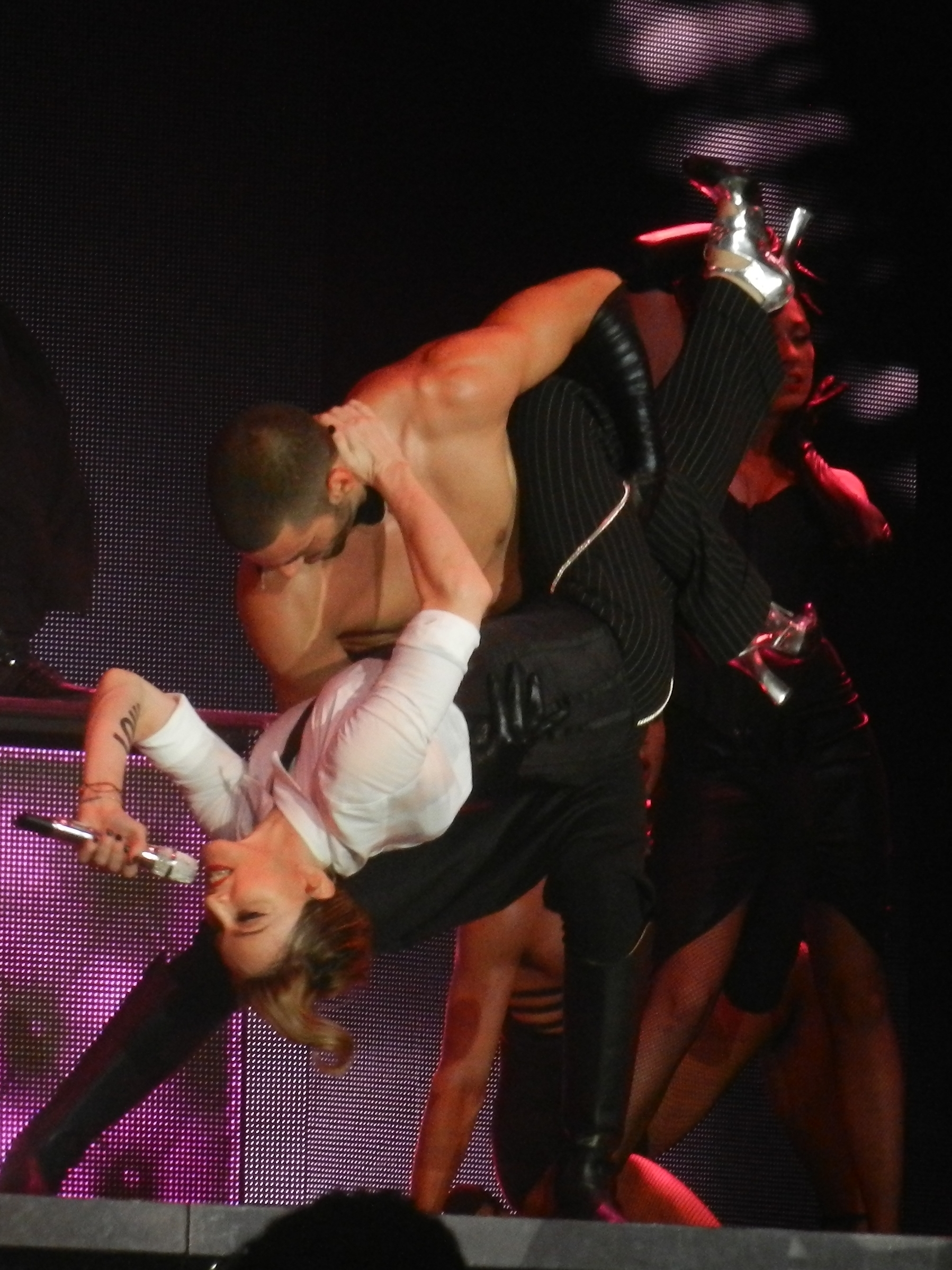
Madonna, Erotica (album), 1992

La reprise de Fever est en fait un accident, initialement la chanteuse doit pour son album enregistrer Goodbye to Innocence. Mais chanson ne fonctionne pas (Shep Pettibone étant à la peine pour trouver la bonne sonorité avant de finalement y parvenir). c'est alors que lors de l'enregistrement, au lieu de chanter les paroles originales, Madonna chante les paroles de Fever sur la musique de Goodbye to innocence. Trouvant que cela fonctionne mieux, elle et Shep décident d'abandonner les paroles originales et de faire une reprise de cette chanson. C'est le dernier titre enregistré pour l'album.
Vidéoclip
La vidéo de Fever a été réalisée par Stéphane Sednaoui le 11 mars 1993.

### Adaptations
- 1959 : Boris Vian signe l'adaptation française 39 de fièvre, enregistrée chez Decca par Caterina Valente[10].
- 1965 : Claude Nougaro l'adapte à son tour en français sous le titre Docteur [11].
- 1973 : Sylvie Vartan et Johnny Hallyday la chantent en duo, à la télévision ainsi que sur scène à l'occasion d'une tournée d'été commune, dans une adaptation française intitulée Vivre (cette chanson reste inédite au disque jusqu'en 1995)[12],[13],[14].